# Byron Cotton
Byron Cotton est un acteur américain connu pour son rôle dans La Morsure du lézard avec Shia LaBeouf.

## Filmographie
- 2003 : La Morsure du lézard (Holes) d'Andrew Davis : Theodore 'Aisselles' (Armpit)
- 2008 : Extreme Movie d'Adam J. Epstein : David